# Zofia Lewenstam
Zofia Jadwiga Lewenstam z domu Sadowska (ur. 24 marca 1920 w Kachowce nad Dnieprem, zm. 27 grudnia 2013 w Słupsku) – lekarka, uczestniczka powstania warszawskiego, Honorowy Obywatel Miasta Słupska.

## Życiorys

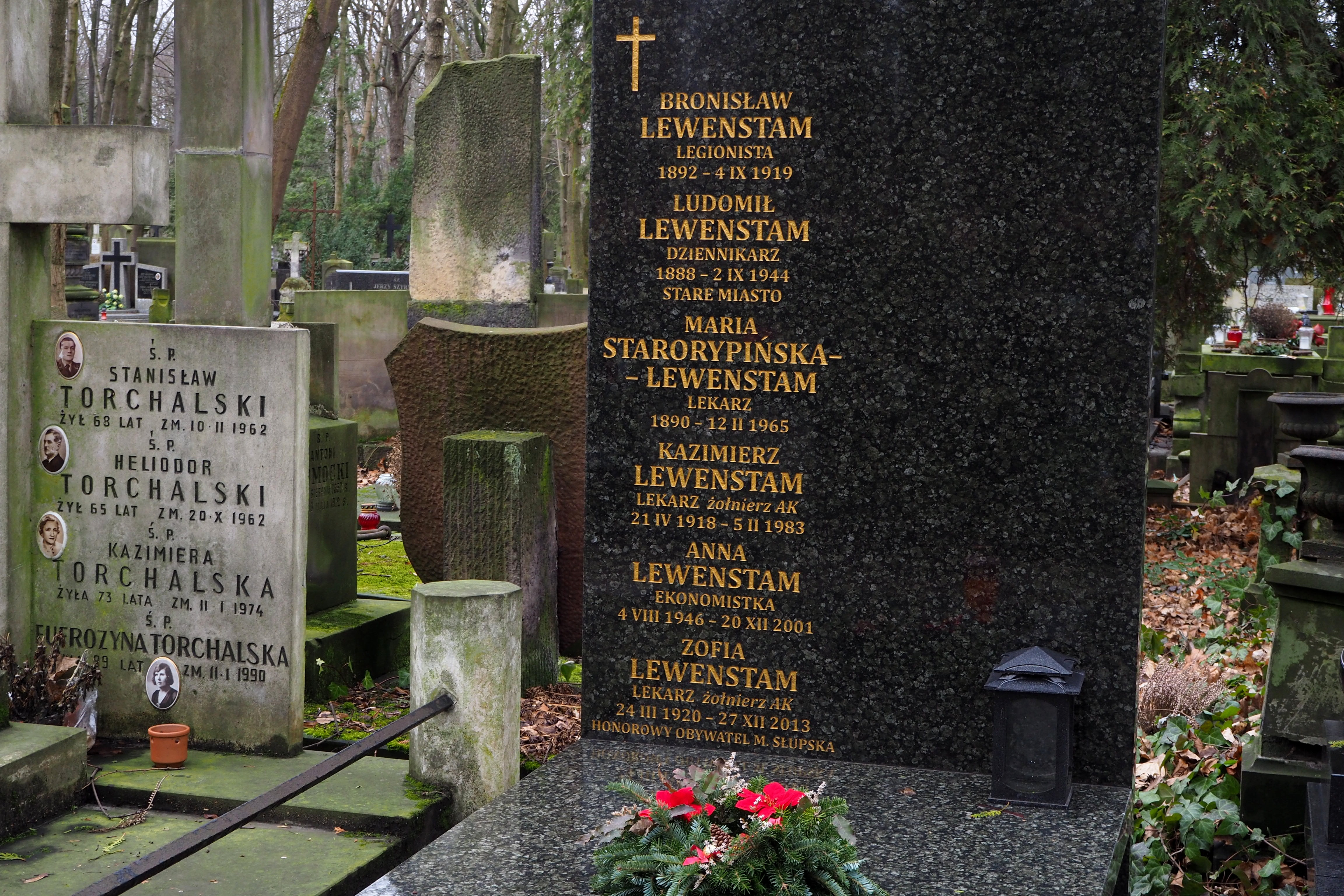
Grób Zofii Lewenstam oraz Ludomiła Lewenstama na Cmentarzu Powązkowskim w Warszawie

W 1937 r. złożyła egzaminy maturalne w Łodzi, skąd pochodziła jej rodzina. Wkrótce podjęła studia medyczne w Poznaniu, które musiała jednak przerwać po wybuchu II wojny światowej. Po rocznej tułaczce trafiła do Warszawy, gdzie ponownie podjęła pracę i naukę na tajnym Wydziale Medycznym Uniwersytetu Poznańskiego i Warszawskiego. Zaangażowała się również w działalność konspiracyjną, zostając szeregowcem-łączniczką II Oddziału Komendy Głównej Armii Krajowej (pseudonim „Hanka”, potem „Maryjka”). Razem z mężem Kazimierzem Lewenstamem (poślubionym 1 lipca 1944 r.) wzięła udział w walkach w powstaniu warszawskim na Starówce, wielokrotnie wykazując się odwagą ratując rannych z pola bitwy. Po upadku Starówki dostała się do niewoli. Do kwietnia 1945 r. była więźniem niemieckich obozów kolejno w: Pruszkowie, Ravensbrück, Flossenbürg, Dortmund – podobóz Buchenwald oraz Bergen-Belsen.
Po wyzwoleniu powróciła do Łodzi, a jesienią 1945 r. wznowiła studia w Poznaniu. Dyplom samodzielnego uprawiania zawodu lekarza otrzymała w styczniu 1948 r. W tym samym roku podjęła pracę na Wydziale Lekarskim Uniwersytetu im. Adama Mickiewicza w Poznaniu. W 1953 r. uzyskała I stopień specjalizacji, a już w listopadzie 1954 r. II stopień specjalizacji w zakresie chorób wewnętrznych. W okresie tym Zofia Lewenstam prowadziła też Przykliniczną Poradnię Hematologiczną.
W 1954 r. w wyniku nakazu pracy, który wystawiono jej mężowi, trafiła do Słupska, gdzie objęła stanowisko Ordynatora Oddziału Chorób Wewnętrznych tutejszego Szpitala Miejskiego, które sprawowała przez 29 lat. Poza pracą w Oddziale utworzyła poradnie specjalistyczne: endokrynologiczną (z której wyodrębniła się później diabetologiczna), a także pierwszą w Polsce działającą poza miastem akademickim, poradnię kardiologiczną (1956 r.). Ponadto była też działaczką i okresowo Przewodniczącą Oddziału Polskiego Towarzystwa Lekarskiego oraz założycielką Oddziału Towarzystwa Internistów Polskich. W latach siedemdziesiątych pełniła obowiązki wicedyrektora Wojewódzkiego Szpitala Zespolonego w Słupsku.
Do przejścia na emeryturę w 1993, Zofia Lewenstam przepracowała w Słupsku 39 lat, kształcąc w tym czasie grono około 50 specjalistów w zakresie interny. Będąc na emeryturze, jeszcze przez 10 lat pracowała w Poradni Kardiologicznej. Za swoją działalność była wielokrotnie odznaczana, m.in. Złotym Krzyżem Zasługi (1976 r.) i Krzyżem Kawalerskim Orderu Odrodzenia Polski (1982 r.). Zwieńczeniem jej pracy zawodowej był medal „Gloria Medicinae” (1997 r.) – najwyższe odznaczenie Polskiego Towarzystwa Lekarskiego.
Ponadto Zofia Lewenstam była członkinią Światowego Związku Żołnierzy Armii Krajowej. W 1976 r. została odznaczona londyńskim Krzyżem Armii Krajowej, a w 1983 r. Warszawskim Krzyżem Powstańczym, w 1986 r. otrzymała Krzyż Oświęcimski. Uznana za Kombatanta, Osobę Represjonowaną i Inwalidę Wojennego, uprawnioną do noszenia Krzyża Więźnia Politycznego.
Zofia Lewenstam została też uhonorowana przez władze lokalne. W 1983 r. otrzymała odznakę honorową „Za zasługi dla Województwa Słupskiego”, a w grudniu 2008 r. Rada Miejska Słupska nadała jej tytuł Honorowego Obywatela Miasta. W 2017 jej imieniem nazwano rondo w Słupsku. Pochowana na cmentarzu Powązkowskim w Warszawie.